# Peire Authié
Peire Authié o Peire Autier (Acs, c. 1245 - Tolosa, 9 d'abril de 1310), va ser un dels últims «bons homes amics de Déu» perseguits per la Inquisició de l'Església catòlica com heretges a Llenguadoc al segle xiv. Arrestat el 1309 per l'inquisidor de Carcassona, Geoffroy d'Ablis, va ser jutjat i condemnat a morir a la foguera pel mateix inquisidor Bernart Gui, inquisidor de Tolosa, el 9 d'abril de 1310 a Tolosa.

## Biografia
Notari a Acs, sembla haver format part del cercle íntim del Comte de Foix. Després d'una estada a Llombardia, on probablement va rebre la influència de les heretgies locals (maniqueisme o bogomilisme), va tornar a Llenguadoc el 1300, aprofitant el flux de pelegrins entre França i Itàlia més nombrosos a causa del primer Jubileu proclamat aquell any pel Papa Bonifaci VIII.
Gairebé 60 anys després de la caiguda de Montségur, va liderar una activitat apostòlica dissident i clandestina abans de la seva detenció a l'estiu de 1309. Assistit pel seu germà Guilhem i el seu fill Jacme, així com molts partidaris, en aquella època, l'última abans de l'extinció de l'heretgia anomenada catarisme, va ser el principal organitzador de la dissidència religiosa a la regió. Durant molt de temps va escapar de l'acusació, però va ser denunciat, arrestat per la Inquisició i cremat viu a Tolosa el 9 d'abril de 1310.
El seu testimoni va acabar amb aquesta declaració: «Al món hi ha dues esglésies: una fuig i perdona, l'altre posseeix i escorxa».
El seu germà Guilhem i el seu fill Jacme també van ser condemnats a la foguera per l'heretgia.

## Bibliografie
- Brenon, Anne. Pèire Autier (1245-1310) le dernier des cathares. Cinquante ans après Montségur, un homme reprenait le flambeau du combat (en francès).  París: Perrin, 2006.
- Biget, Jean-Louis. L'extinction du catharisme urbain: les points chauds de la répression (en francès).  Cahiers de Fanjeaux, 1985, p. 305-340., représ a Biget, Jean-Louis. Hérésie et inquisition dans le midi de la France (en francès).  París: Picard, 2007, p. 206-228 (Les médiévistes français). ISBN 9782708408036.
- Lea, Henry Charles. Histoire de l'Inquisition au Moyen Âge (en francès), 1887, p. 547-549.
- Molinier, Charles. L'Inquisition dans le Midi de la France au XIIIe et au XIVe siècle. Etude sur les sources de son histoire (en francès), 1880, p. 146-156.
- Nelli, René. Les Cathares: l'éternel combat (en francès).  París: Grasset, 1972 (Histoire des personnages mystérieux et des sociétés secrètes).
- Théry, Julien. Le livre des sentences de l'inquisiteur Bernard Gui.  París: CNRS, 2010, p. 133-138.